# П'ятигірська волость
П'ятигірська волость — історична адміністративно-територіальна одиниця Таращанського повіту Київської губернії з центром у містечку П'ятигори.
Станом на 1886 рік складалася з 6 поселень, 7 сільських громад. Населення — 8749 осіб (4205 чоловічої статі та 4544 — жіночої), 1201 дворове господарство.
|                     | Площа, десятин | У тому числі орної, дес. |
| ------------------- | -------------- | ------------------------ |
| Сільських громад    | 6734           | 4069                     |
| Приватної власності | 9133           | 6642                     |
| Надільної власності | —              | —                        |
| Іншої власності     | 333            | 249                      |
| Загалом             | 16200          | 10960                    |

Поселення волості:
- П'ятигори — колишнє державне та власницьке містечко за 50 верст від повітового міста, 2163 особи, 350 дворів, православна церква, костел, синагога, єврейський молитовний будинок, лікарня, 4 постоялих двори, 3 постоялих будинки, 35 лавок, 3 кузні, водяний та кінний млини, 2 шкіряних заводи.
- Олександрівка — колишнє власницьке село, 646 осіб, 137 дворів, православна церква, 2 постоялих будинки, 3 вітряних млини.
- Жидовчик — колишнє власницьке село, 1135 осіб, 203 двори, православна церква, 2 постоялих будинки, водяний і 3 вітряних млини.
- Ненадиха — колишнє власницьке село, 1415 осіб, 240 дворів, православна церква, каплиця, школа, 2 постоялих будинки, 3 вітряних млини.
- Тайниця — колишнє власницьке село, 829 осіб, 146 дворів, православна церква, школа, постоялий будинок, вітряний млин.

Старшинами волості були:
- 1909-1915 роках — Семен Григорович Худобенко[2],[3],[4],[5],[6].